# Ambuków
Ambuków (ukr. Амбуків) – wieś na Ukrainie w rejonie włodzimierskim, obwodu wołyńskiego.
Znajduje tu się stacja kolejowa Łudzin, położona na linii Włodzimierz – Łudzin – Linia Hutnicza Szerokotorowa.
Majątek ziemski Wereszczyńskich Jana, Maurycego, Józefa, Maksymiljana w pow. Włodzimierskim, dusz 57 został objęty przez konfiskaty na Litwie i Rusi po r. 1831.